# Bretazenil
Bretazenil, ibland felaktigt också omnämnd som Bretazanil, är en bensodiazepin i gruppen imidazobensodiazepiner. Halveringstiden för Bretazenil beräknas till två och en halv timme.
Bretazenil verkar främst sövande och ökar sömnkvaliteten och antiepileptiskt men även lätt ångestdämpande. Studier visar att bretazenil även är mindre vanebildande och användaren utvecklar tolerans långsammare än vid intag av andra bensodiazepiner som diazepam och alprazolam. Betydligt långsammare toleransbildning har också noterats gentemot andra antiepileptiska medel vid studier på råttor. Av de anledningarna har studier även visat det föreligger en lägre missbrukspotential av bretazenil jämfört med andra substanser i samma grupp, samt kraftigt reducerade avtändningssymptom. Bensodiazepiner som alprazolam, diazepam och klonazepam missbrukas i hög grad runt om i världen.
Bretazenil är en partiell agonist. Partiella agonister är speciella på de sättet att de kan fylla en receptor utan att framkalla ett fullt fysiologiskt svar. Ämnet har även studerats utanför läkemedelsbranschen som ett substitut för alkohol. Bretazenil sägs vid användning i berusningssyfte kunna ge användaren de positiva effekterna av alkoholintag som avslappning och social förmåga men utan de negativa sidoeffekterna så som yrsel, illamående, koordinationssvårigheter, minnesförlust, leverskador, Wernicke-Korsakoffs syndrom med flera. Bretazenil har även, till skillnad från alkohol, ett mycket effektivt motgift i form av flumazenil. Flumazenil används i allmänhet som motgift vid bensodiazepinöverdoser.
Ämnet uppfanns 1988 men har ännu aldrig officiellt använts som läkemedel. Det experimenterades mycket med i studier i både USA och Storbritannien på slutet av 1980-talet och början av 1990-talet. Främst utvecklades Bretazenil som en ångestdämpande medicin, men de ångestdämpande egenskaperna visade sig vara svaga och de sedativa egenskaperna desto starkare. Vissa frivilliga testare av bretazenil sägs ha plötsligt somnat under experimenten. Forskare och läkemedelsföretag var inte övertygande om att ämnet var ångestdämpande utöver de sedativa förmågorna och därför avslutades programmet.
16 juni 2020 rekommenderade Folkhälsomyndigheten att bretazenil skall narkotikaklassas i Sverige Detta efter att bretazenil sålts på internet och diskuterats i olika drogforum. 25 juni samma år gick förslaget igenom och Socialdepartementet narkotikaklassade samtidigt 8 övriga substanser.